# Gambämark
Gambämark är en komisk musikal av och med den österbottniska humorgruppen Kaj. Musikalen handlar om den fiktiva österbottniska byn Gambämark som reser en mur kring sig, förklarar självständighet från övriga Finland, och utropar sig till en egen republik under parollen "Det var bättre förr". Josua Byman, son till byns ledare Kurt, är nyfiken på vad som finns på andra sidan muren och gör småningom uppror mot sin far. 
Musikgenrerna är blandade från spelmansmusik och tango till pop och rock. Musikproducent var Janne Hyöty. Musikalen spelades under säsongen 2018–2019 med kulturscenen Ritz som spelplats eftersom Wasa teater då var under renovering. Det blev totalt 72 föreställningar och omkring 23 500 sålda biljetter. Särskilt populär blev Kevin Holmström i rollen som Mäskis-Gunnar.
Gambämark skämtar om flera saker som anses som typiskt österbottniska som handlingskraft, företagsamhet och social kontroll. Talko är centralt för Gambämarks funktion. Med tanke på Donald Trumps flitiga prat om att resa en mur mot Mexiko i den presidentkampanj som ledde till Donald Trumps första presidentskap 2017 – 2021 samt samtiden i stort, med isolationistiska och bakåtblickande tendenser, har Gambämark ibland tolkats politiskt.

## Handling

### Akt 1
Musikalen inleds med ett nyhetsinslag om att byn Gambämark förklarat sig självständig från Finland under parollen "Det var bättre förr" och att Ryssland, Nordkorea och Maxmo hembygdsförening erkänt Gambämark som suverän stat. Byborna reser en mur runt byn och ingen får komma in eller ut. Femton år senare är Gambämark ett gammaldags bondesamhälle där talkoanda råder, det ofta dansas till folkmusik och kosten består av kött och potatis ("Hitton litton"). Byns enväldige ledare Kurt Byman tar emot dagliga rapporter om bybornas arbete ("För Gambämark") och inför nya regler för byborna, så som att bärplockare är förbjudna, och att alla bybor ska vaccinera sig ("för helt bakom flötet är vi inte"). Kurts son Josua ställer sig skeptisk till sin fars användning av planekonomi, den ultrakonservativa samhällsordningen där ingen förändring får ske och frågar sig när "förr" i "Det var bättre förr" egentligen var, för förr eller senare blir ju även nutiden "förr", och drömmer om att lämna byn och få upptäcka världen utanför ("Dehär e min by"). I samband med detta lär Josua känna byoriginalet Mäskis-Gunnar som bjuder på kakor från världen utanför och lovar att lära Josua ett och annat.
Till följd av Gambämarks isolering från övriga Finland är älgpopulationen i området låg – det skjuts många älgar, men inga älgar får komma förbi Gambämarks murar. Det finns bara en enda älgko, Gunilla, kvar i byn. Gambämarks vakter Klas och Kenneth har i uppdrag att övervaka henne och hålla henne vid liv så att nya älgar kan födas och slaktas ("Gunilla"). Därför blir det kris när Klas och Kenneth hittar ett kakpaket som Josua slängt ifrån sig på marken efter sitt möte med Mäskis-Gunnar – inte nog med att det är ett förbjudet föremål från utsidan, utan hade Gunilla ätit upp plasten hade hon kunnat dö. Samtidigt förklarar Mäskis-Gunnar sin livsfilosofi för Josua och uppmuntrar honom att gå sin egen väg och bli ett byoriginal ("Mäskis-Gunnar"). Medan Josua är överlycklig över att ha lärt känna Mäskis-Gunnar, som ska lära honom att göra hembränt, att svetsa, och bygga en bärplockningsmaskin ("Jag har en vän") beslutar Kurt att Mäskis-Gunnar ska drivas i exil för att ha smugglat in kakor och försatt Gunilla i livsfara med det slängda paketet, något som sker kort därefter ("Ut ur byggden"). 
Josua blir bedrövad när han får höra talas om Mäskis-Gunnars utvisning. Han känner att det är hans fel, då det var han som slängde kakpaketet på marken, och det blir inte bättre av att pappa Kurt kallar honom "Klen-Josua" och bestämmer sig för att tvinga med honom på älgjakten för att "göra honom till en riktig karl". Några andra bybor uppmuntrar Josua till att bita ihop och se glad ut även när det är som eländigast ("E jöutas ti lev"), men det gör bara Josua mer deprimerad. Berit, ledare för byns syjunta, hittar Josua och tar med honom till sina kamrater. Det visar sig att syjuntan även är en militärjunta, som planerar att störta Kurt och ta makten i Gambämark, något Josua gladeligen går med på att hjälpa till med  ("Juntton").

### Akt 2
Josua använder Mäskis-Gunnars bärplockarmaskin för att plocka alla Gambämarks blåbär och lingon och fördela dem rättvisare mellan byborna än vad Kurts regim tidigare gjort ("Bäriking") vilket blir ett första steg i att vända byborna mot Kurt. Däremot blir Josua snabbt irriterad på de övriga medlemmarna i juntan då de istället för att ta upp kampen mot Kurt direkt vill använda mer passiva metoder, som Josua anser oseriösa ("Tä va he tå"). Efter att ha tjuvlyssnat på Kurts walkie talkie-kommunikation med Klas och Kenneth bestämmer sig damerna i syjuntan för att flytta på Gunillas saltsten till Sjiudaladoback där Klas och Kenneth står på pass, något Josua anser fullständigt meningslöst. Det visar sig däremot få effekt. Efter en eldig kärleksförklaring och tango mellan Klas och Kenneth ("Tå vi e på pass") kommer Gunilla vandrande för att slicka på saltstenen. Precis då råkar Klas av misstag avfyra sitt gevär och Gunilla dör omedelbart, vilket gör Kurt rasande. Kurt inser att radiokommunikationen är avlyssnad och gillrar en fälla genom att ge Klas och Kenneth falska order om att lämna byns centralfrysbox, där Kurts bärreserv förvaras, oövervakad. Josua hör detta och bestämmer sig för att ge sig ut på sabotageuppdrag, irriterad på att damerna i juntan inte är handlingskraftiga nog.
När Berit upptäcker att Josua gett sig av inser hon att Kurt gillrat en fälla och ger sig ut för att rädda Josua. När Josua och Berit kommer till frysboxen ger Kurt order till Klas och Kenneth om att gripa dem. Josua kommer undan, men Berit grips och Kurt bestämmer att hon ska utvisas från byn, men först ska hon sättas i arbete med att rensa bär. I samma veva stärker han sitt järngrepp om byn och bestämmer sig för att förvandla bybornas talkoanda till slavarbete som han ska bli rik på ("Talkokraft"). När Kurt förbjuder Klas och Kenneth från att vara på vaktpass tillsammans börjar även de bli missnöjda med hans regim och trotsa honom.
När det väl blir dags för ritualen kring Berits utvisning visar det sig att Josua bytt ut Kurts Gårdaboken mot sin egen dagbok. Josua läser ur det riktiga regelverket och förklarar att Kurt har brutit mot byns mest grundläggande regler. Därefter tar han själv makten i Gambämark och beordrar Klas och Kenneth att gripa Kurt och sätta honom i arbete med att rensa bär. Det här får Kurt att reflektera över sitt beteende och inse att han gjort fel, och att han är "ett rövhål som bara förstör" ("Ässol"). När Klas och Kenneth ska föra bort Kurt bryter Berit in och förklarar för Josua att om han straffar sin far behandlar han honom precis som Kurt behandlat byborna, och att det är dags för förändring – annars kommer Josua bara att upprätthålla samma korrumperade samhällsstruktur och den onda cirkeln av förtryck kommer att fortsätta.
Josua instämmer, och håller ett tal för byborna, där han förkunnar att det inte är farligt att vara lite märklig och gå emot normer och förväntningar, och att alla borde få göra som de själva vill. Han säger att det är dags att riva Gambämarks murar, men medger att det var bättre förr – "innan vi började tycka att allt var bättre förr". Precis när Josua ska inleda en folkomröstning om att riva murarna och öppna upp Gambämark mot omvärlden forcerar Mäskis-Gunnar, som rest jorden runt under sin exil och insett att hela världen är precis lika tokig som han, porten med en motorsåg och uppmuntrar byborna att "hålla käften och dansa Mäskis-Gunnars boogie-woogie" ("Hald käftan (no dansar vi)"), vilket musikalen avslutas med att de glatt gör, ivriga att omfamna sina olikheter och sluta vara rädda för det okända.

## Rollista
- Jakob Norrgård – Josua Byman, Gambämarksbo
- Axel Åhman – Kurt Byman, gammal dam, Gambämarksbo, dansande ekorre
- Kevin Holmström – Mäskis-Gunnar, Kenneth, Gambämarksbo, dansande flicka, Gita
- Susanne Marins – Berit, dansande ekorre
- Jonas Bergqvist – Klas, Margita, bedrägerioffer, Gambämarksbo

## Bilder

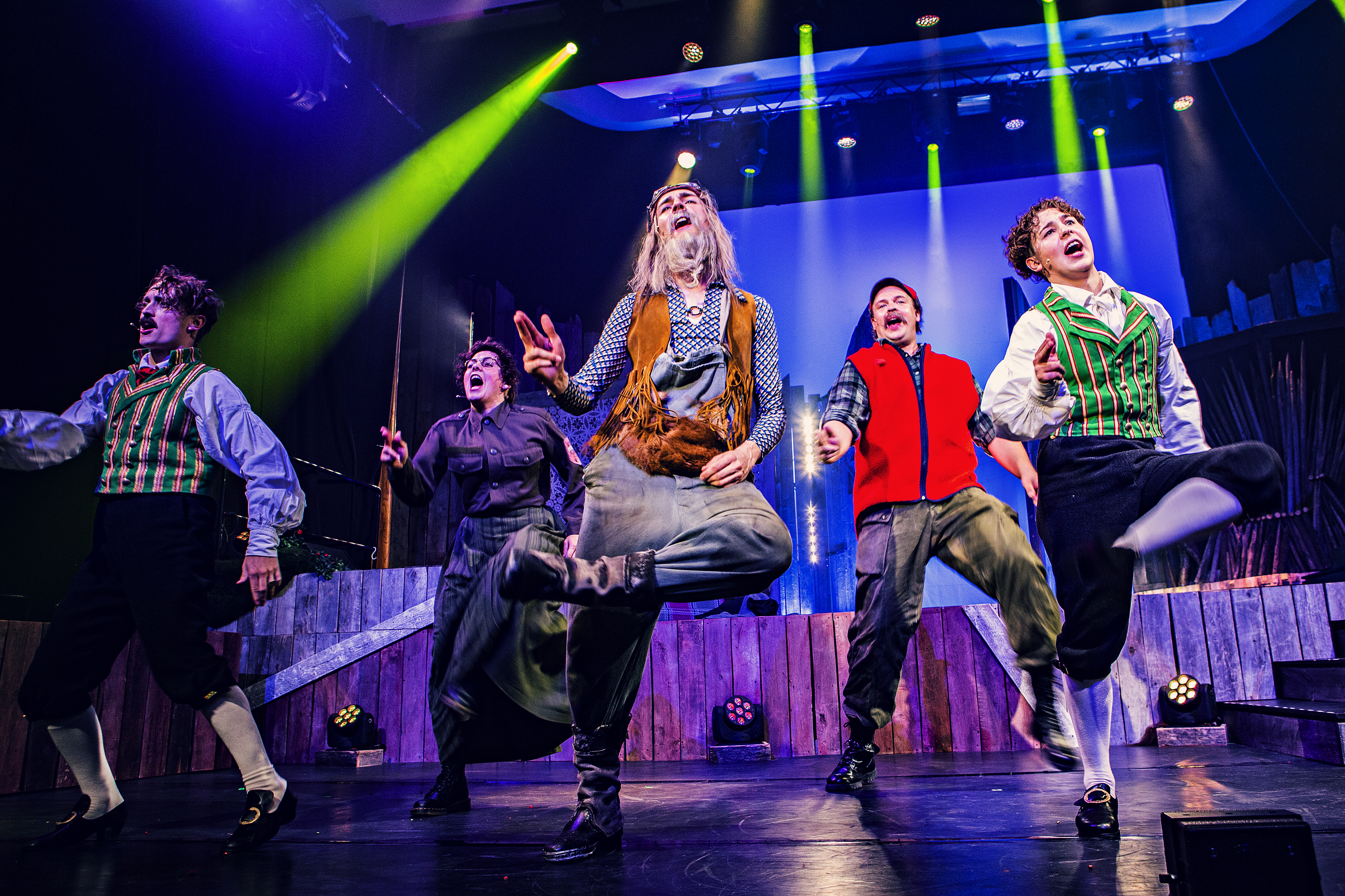
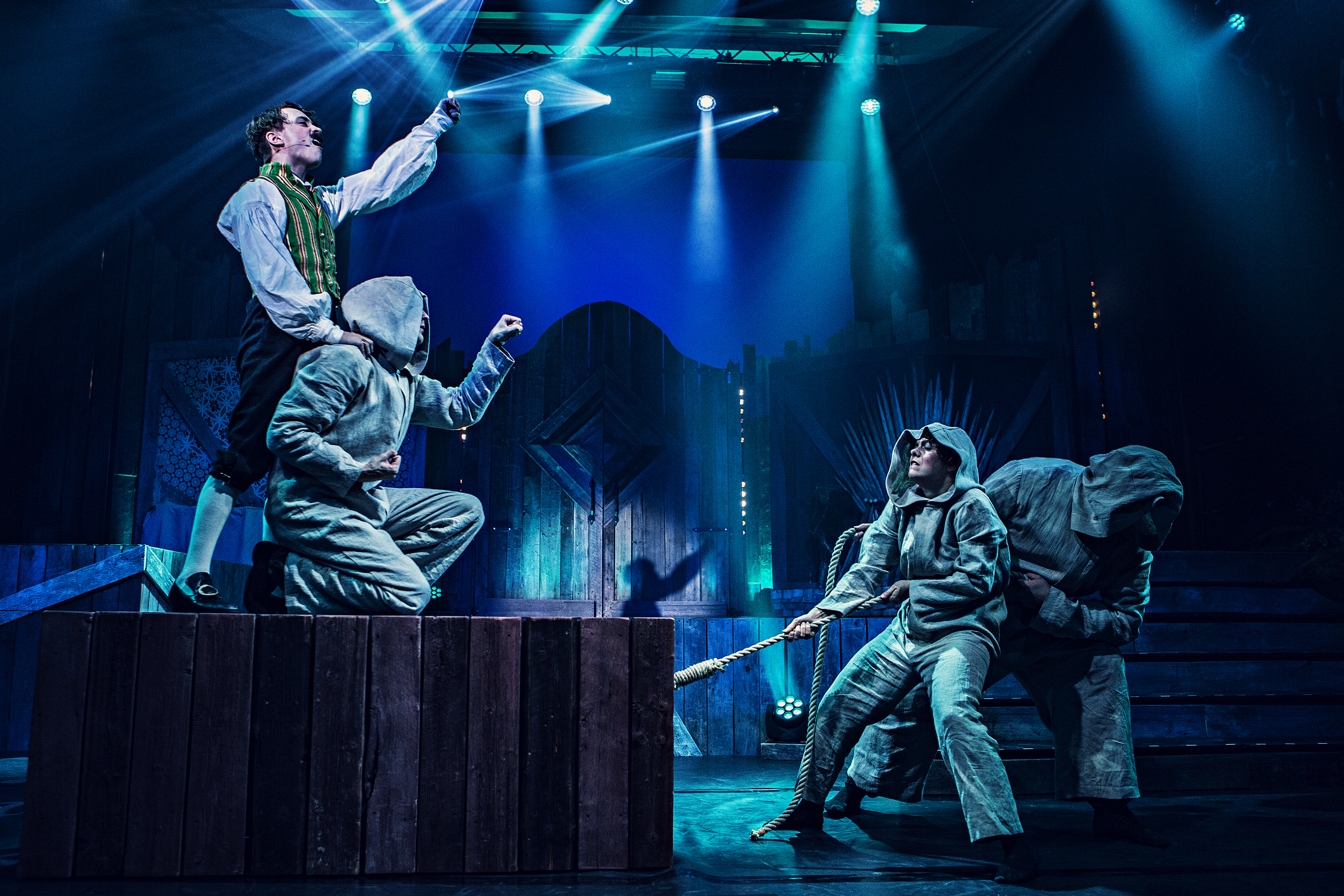
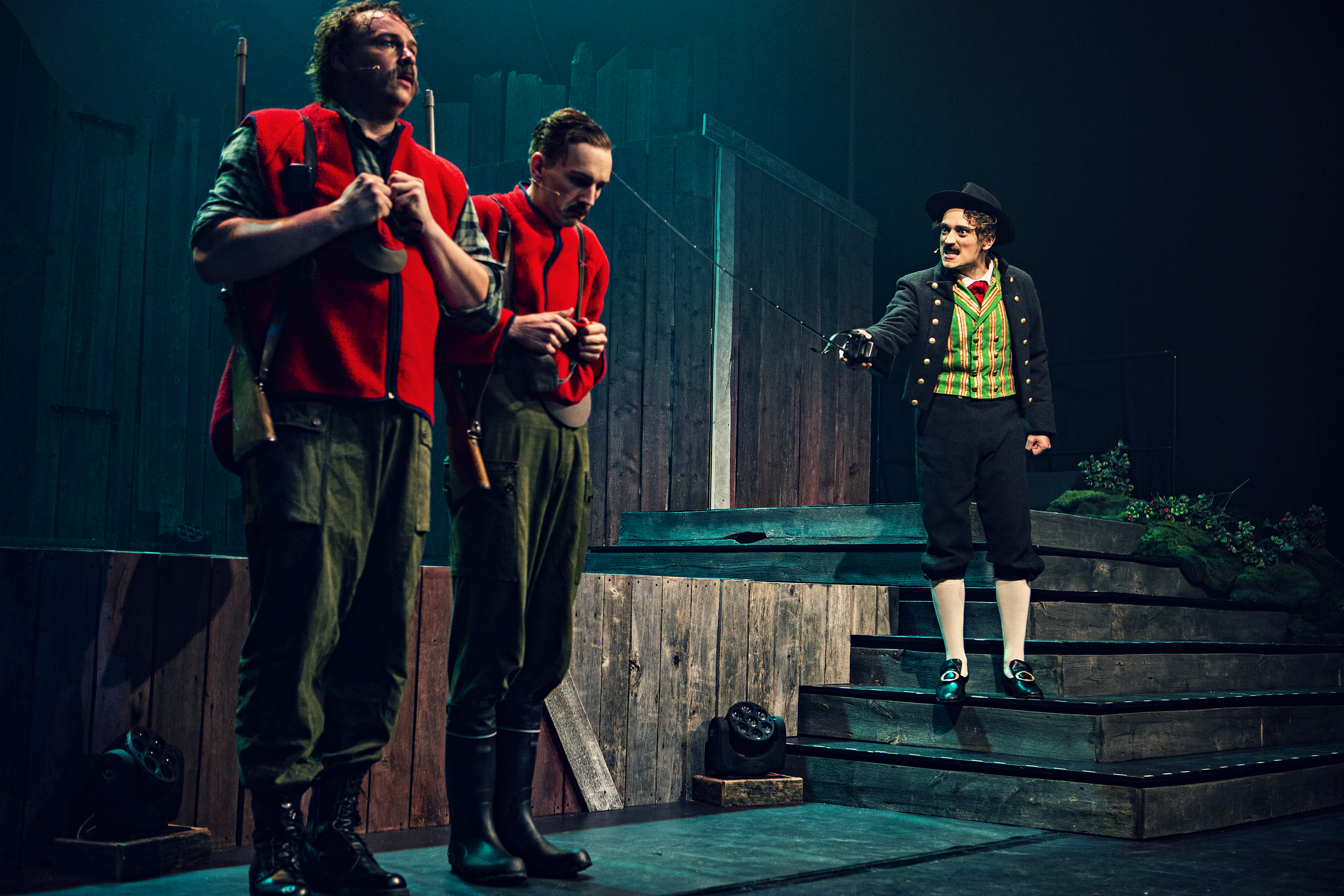
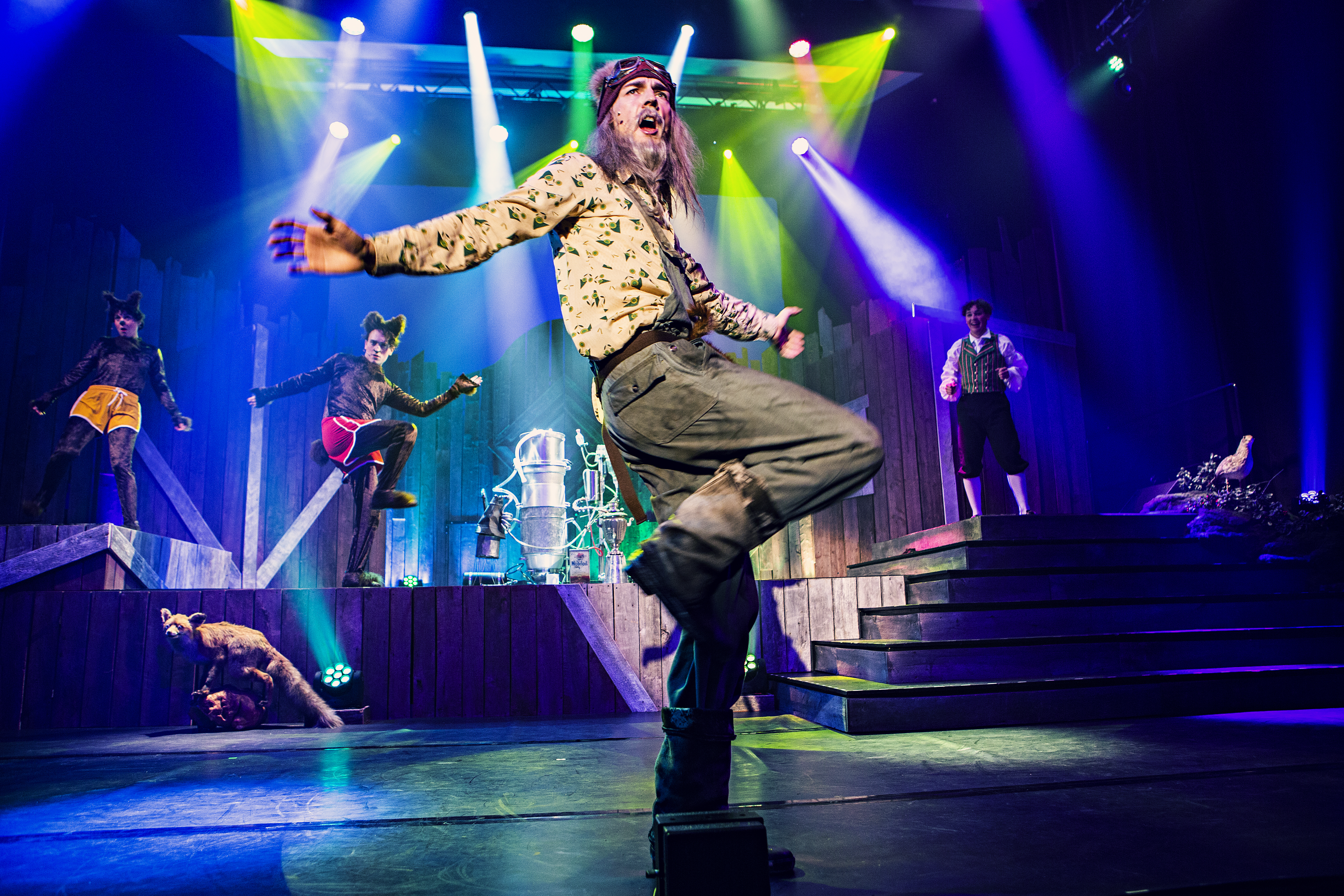
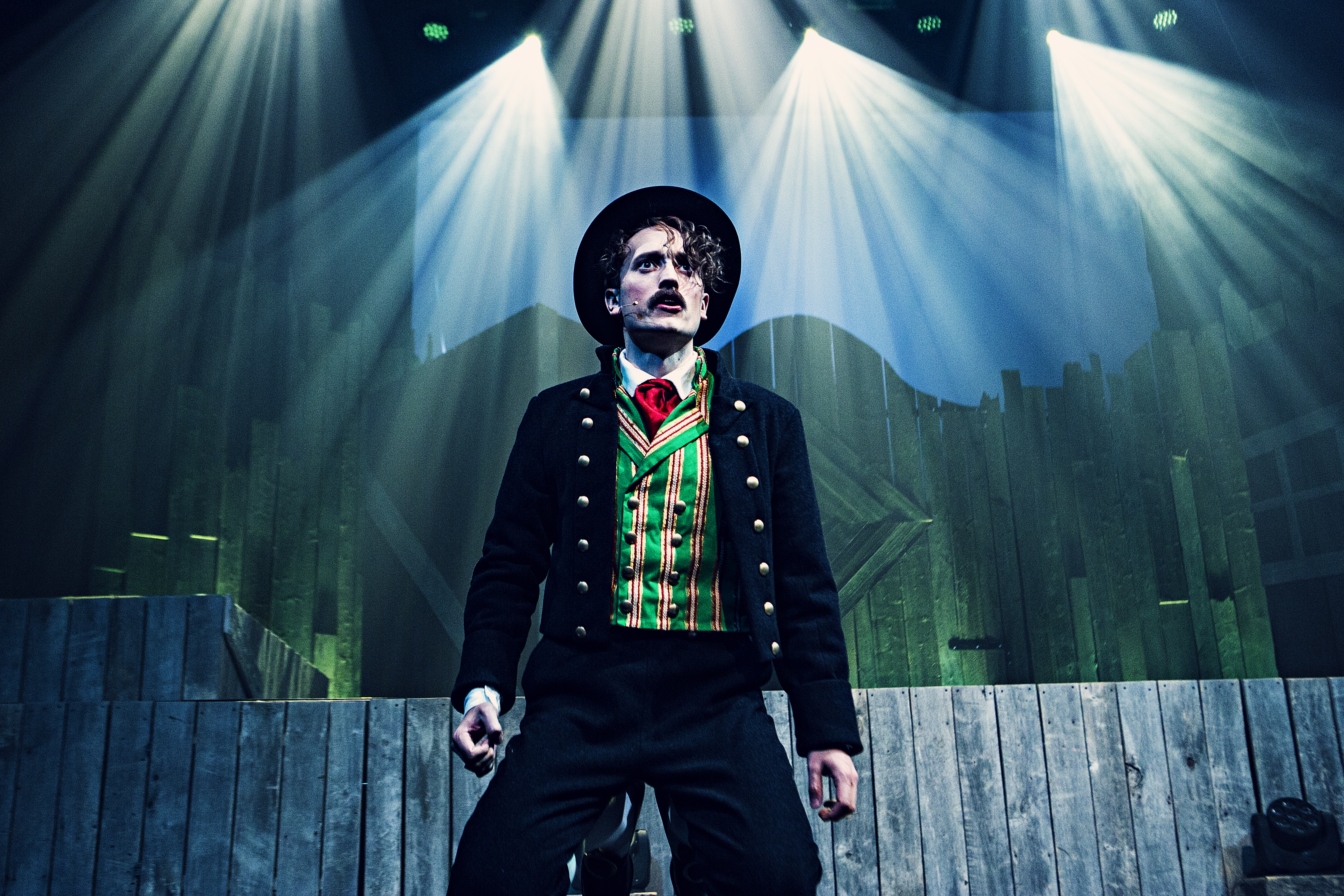
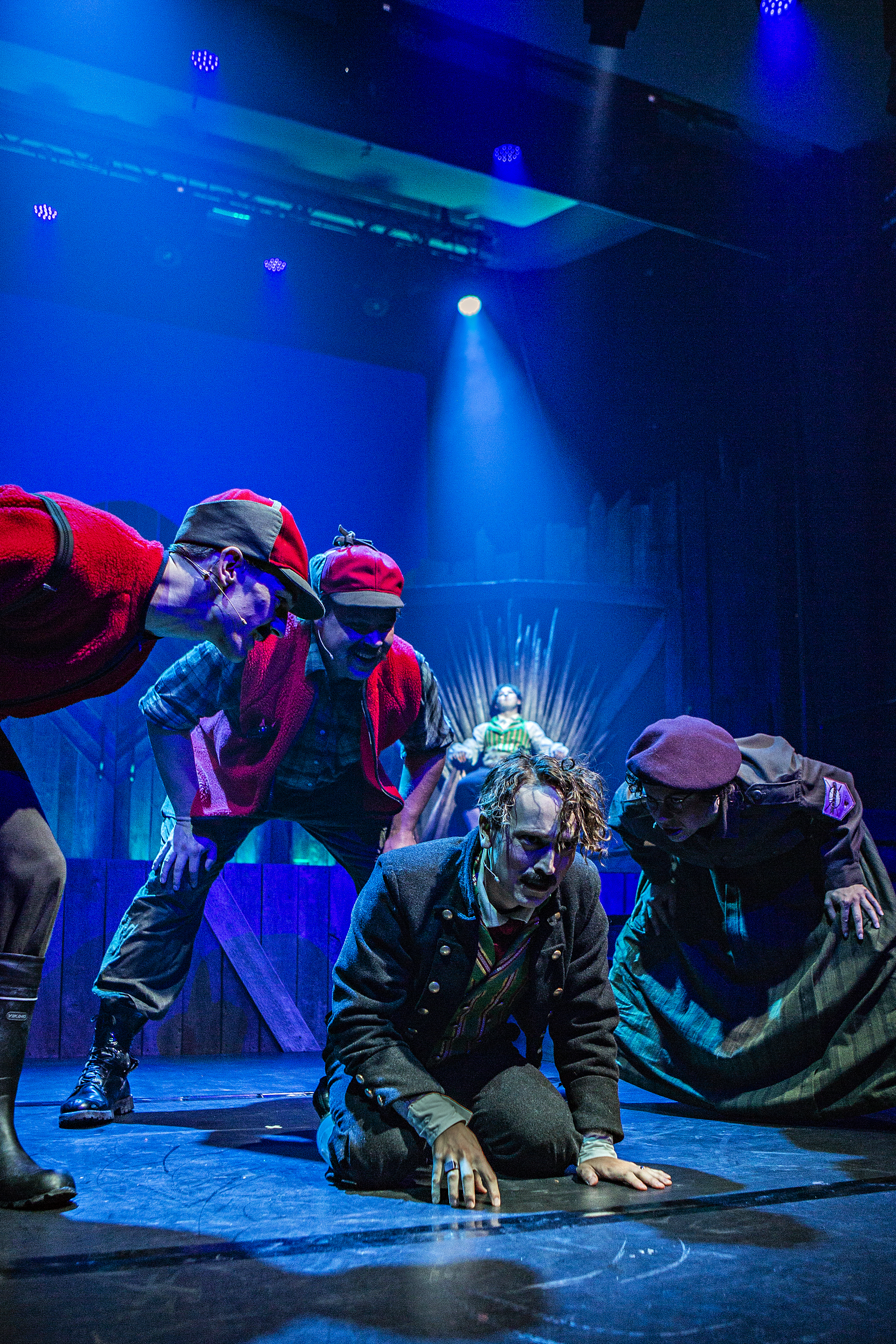
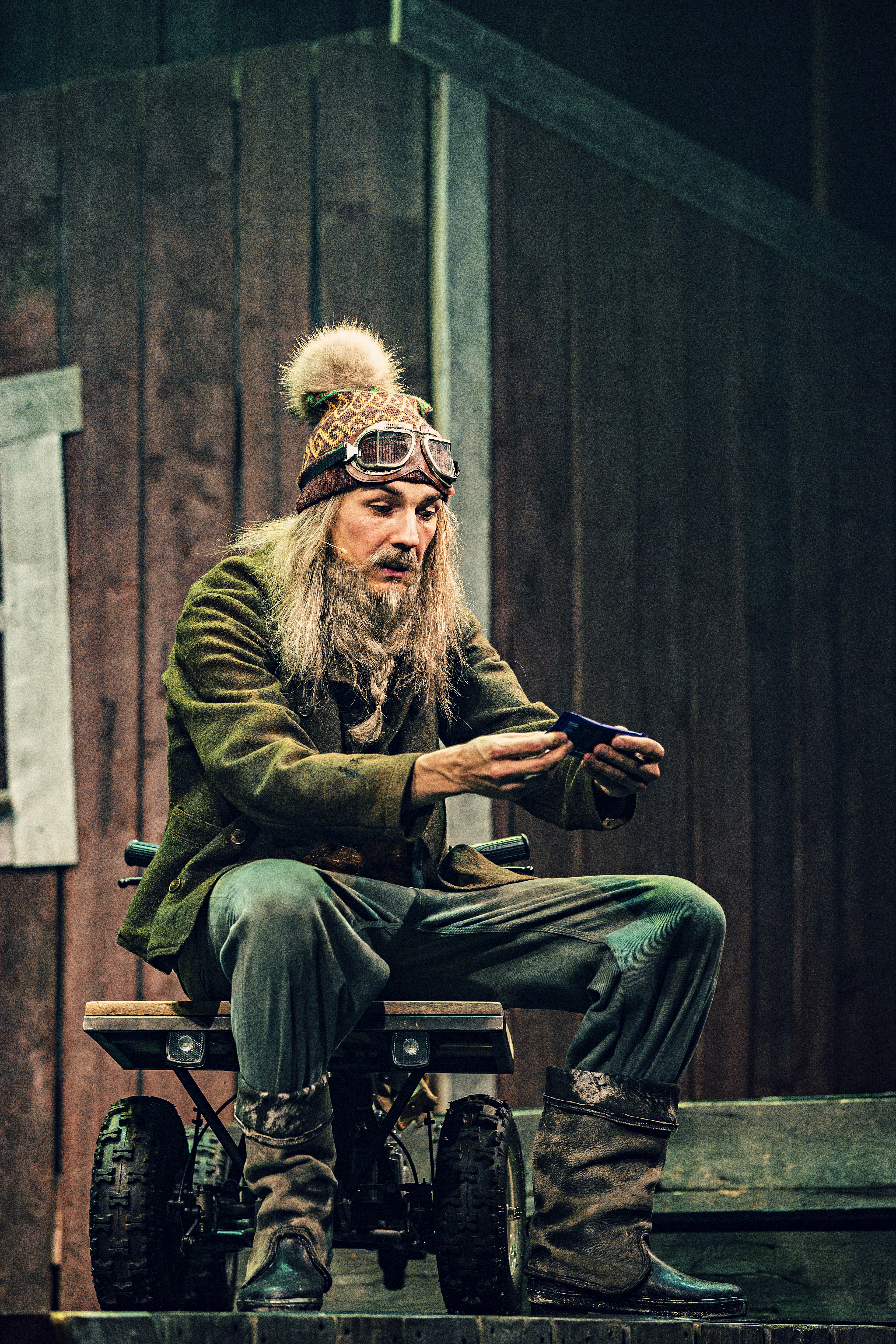
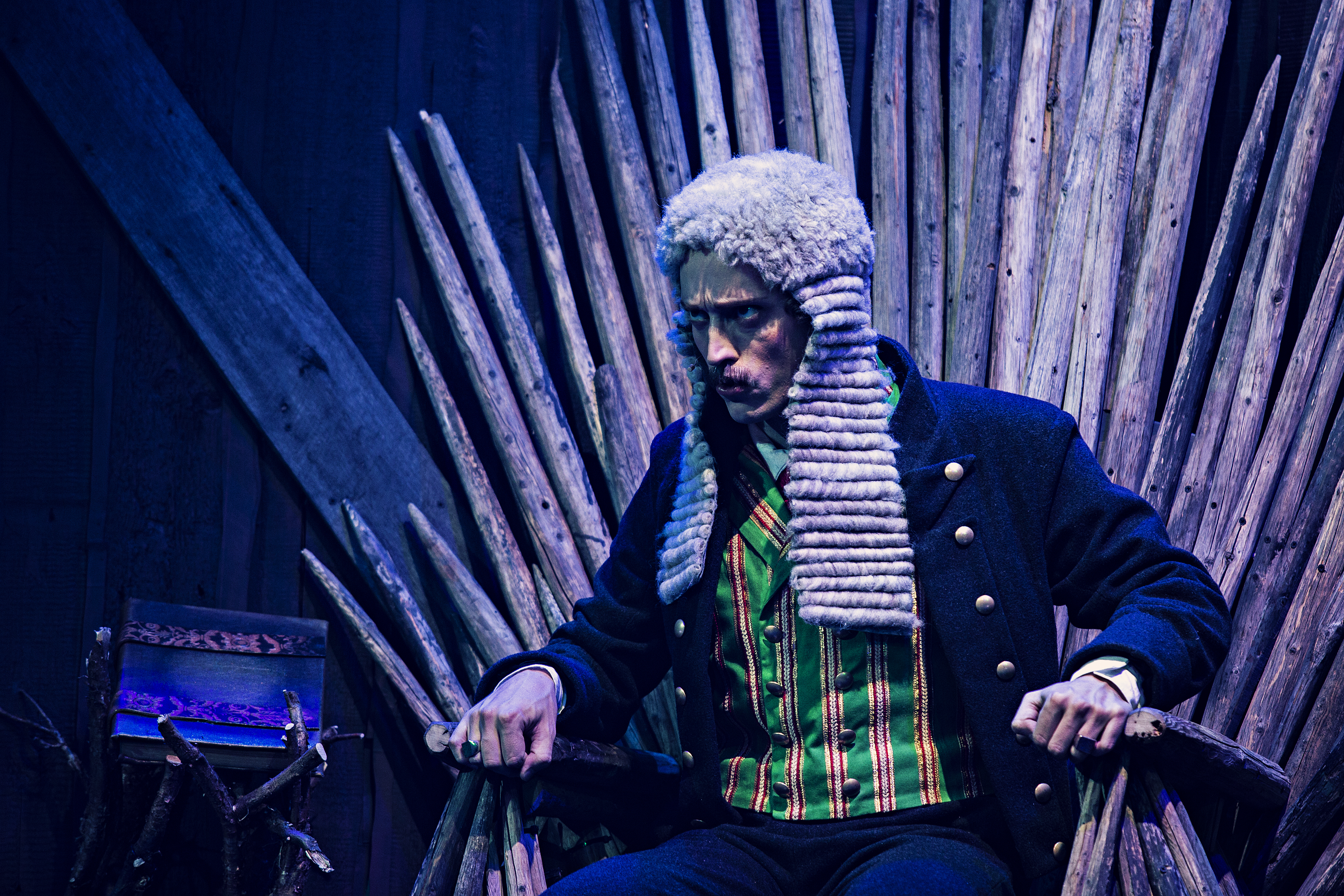
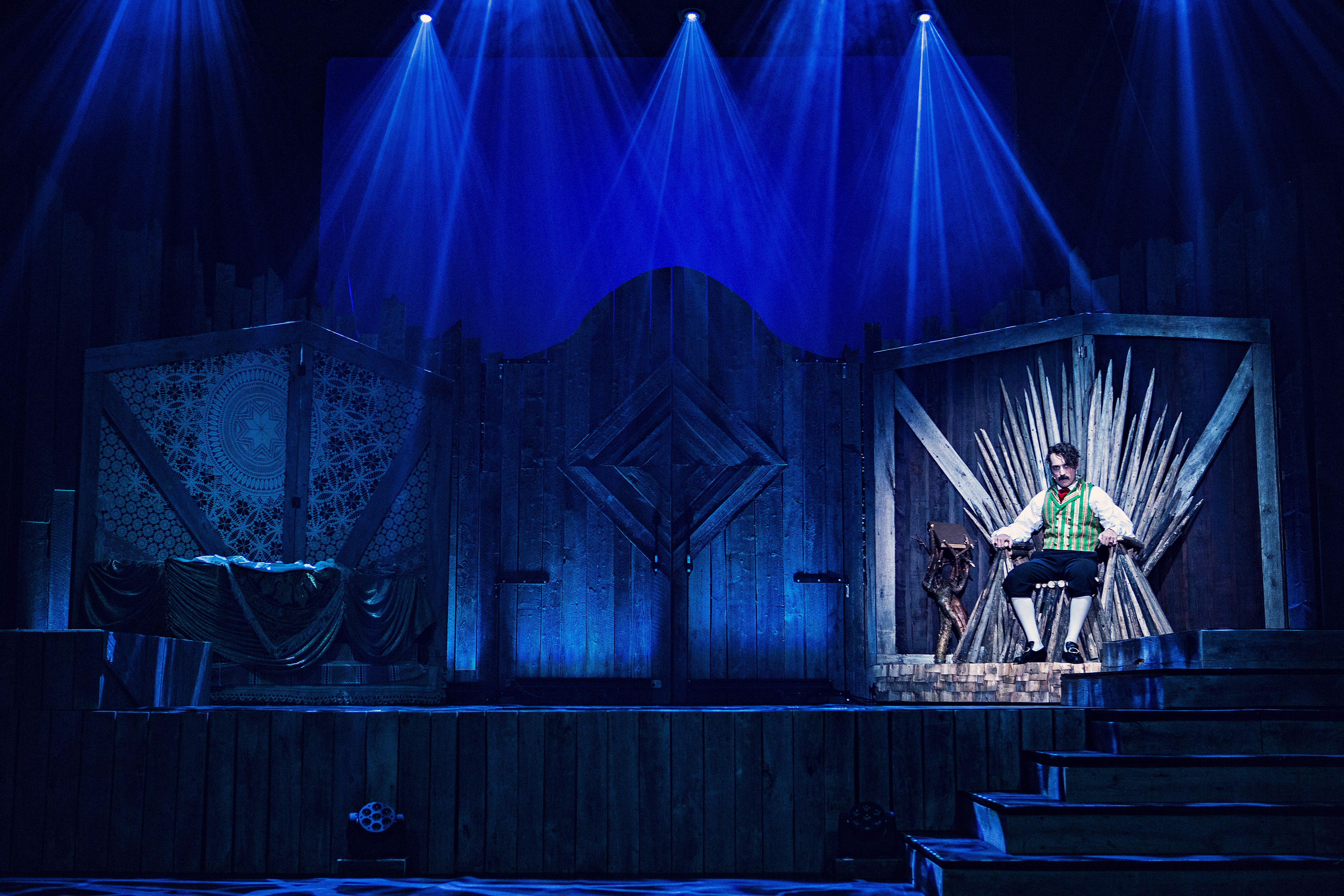
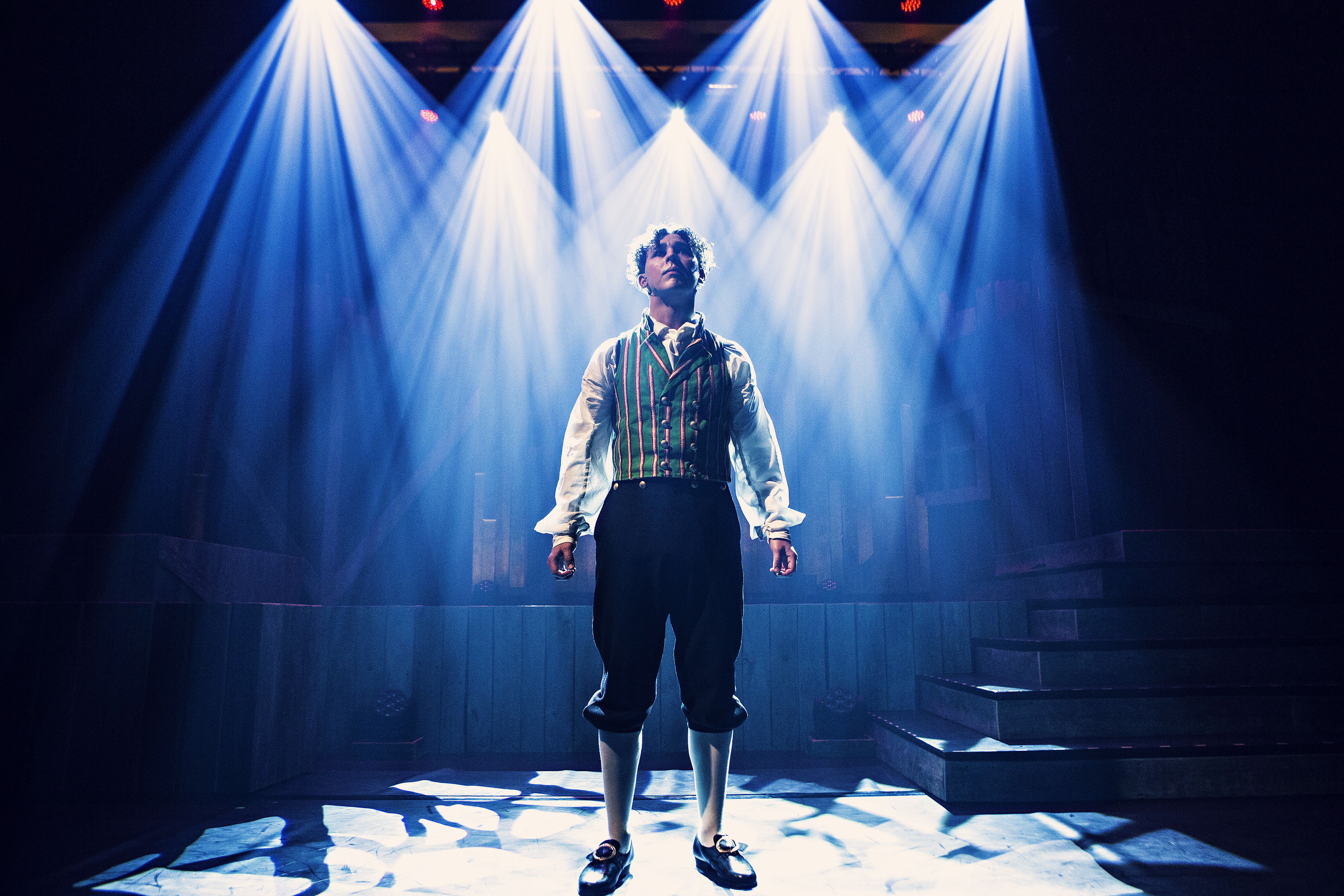